# Euroregió
Una euroregió de la Unió Europea és una forma d'estructura per a la cooperació transfronterera entre dos o més països europeus. Les Euroregions normalment no corresponen a cap govern legislatiu o institució governamental, no tenen poder legislatiu propi i les seves competències estan sovint limitades al govern local i regional. També són organitzades sovint per a promoure interessos comuns a través de la frontera i cooperar pel bé comú de les poblacions frontereres. Encara que el terme "euroregió" té un significat semblant, no ha de ser confós amb les ordinàries regions d'Europa.

## Criteris per les Euroregions
L'Associació de Regions Frontereres Europees estableix els següents criteris per a la identificació d'una euroregió:
- Una associació d'autoritats locals i regionals a ambdós costats de la frontera nacional, de vegades amb consens parlamentari;
- Una associació transfronterera amb un secretariat fronterer i un equip tècnic i administratiu amb recursos propis;
- Que sigui de llei natural privada, basada en associacions sense ànim de lucre o fundacions a ambdós costats de la frontera en concordança amb la respectiva normativa legal;
- Que sigui de llei natural privada, basat en acords entre estats, tractant entre altres la participació d'autoritats territorials.

És difícil associar un marc legal al terme "euroregió", ja que aquestes operen obviant les fronteres dels països i alguns aspectes varien fortament d'un país a un altre.
D'ençà del 2006, a partir de l'aprovació del Reglament (CE) núm. 1082/2006, del 5 de juliol del 2006, per part del Parlament Europeu i el Consell Europeu, establint la fórmula legal de l'"agrupació europea de cooperació territorial (AECT)", moltes de les estructures preexistents –com la majoria d'Euroregions– han adoptat aquesta forma jurídica que els facilita el funcionament. Tot i així, moltes se segueixen anomenant "euroregió".

## Convencions per als noms
La convenció per nomenar les euroregions és tan variada com les formes d'euroregions. La major part dels noms locals per una euroregió inclouen: euregio, euregion, euroregion, europaregion, euroregiune, grand region, regi o council.

## Euroregions amb participació dels Països Catalans
- Euroregió Pirineus Mediterrània
- Euroregió de l'Arc Mediterrani